# Polyalthia bullata
Polyalthia bullata este o specie de plante din genul Polyalthia, familia Annonaceae, descrisă de George King. Conform Catalogue of Life specia Polyalthia bullata nu are subspecii cunoscute.